# Sandy Martin

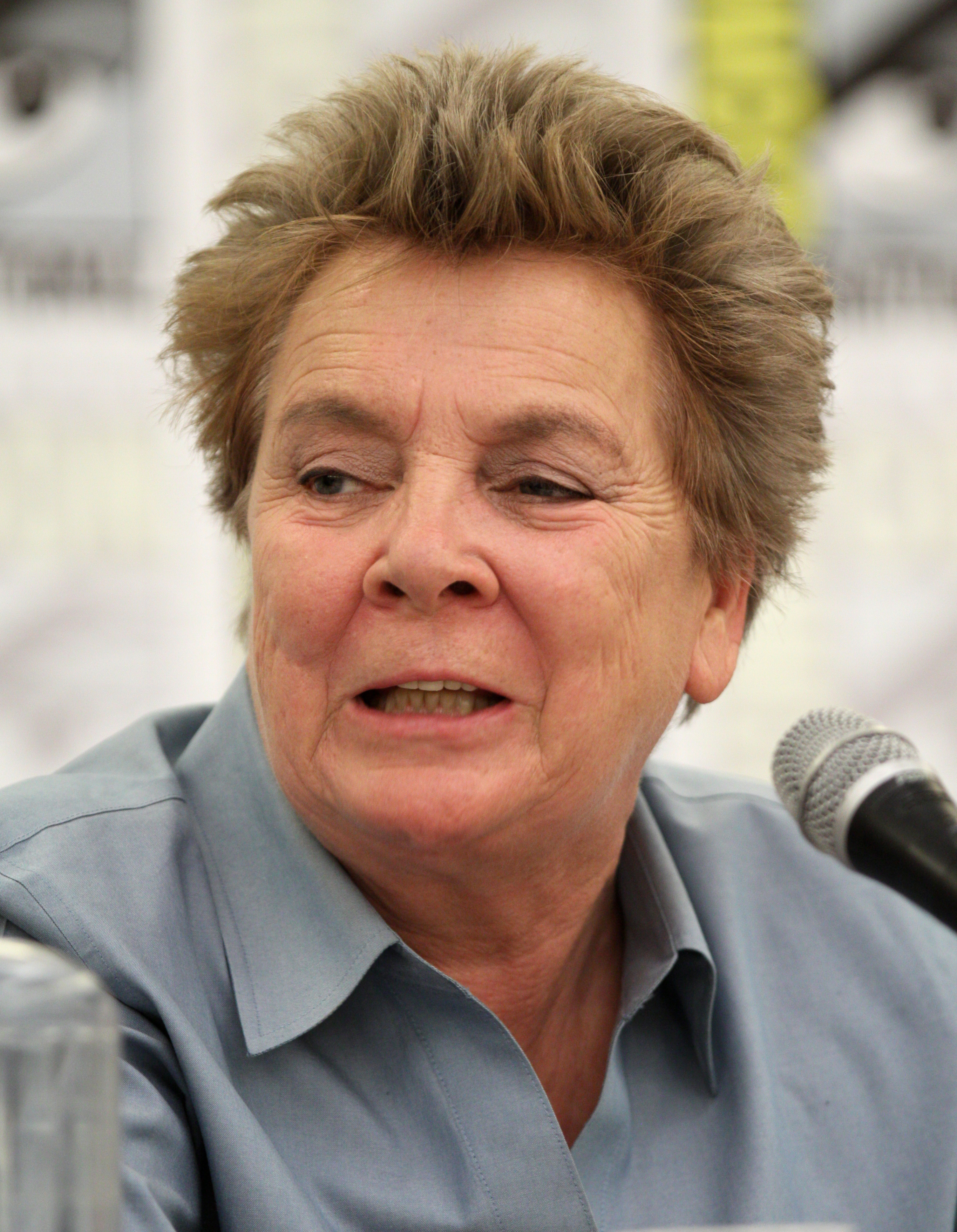
Sandy Martin em 2011

Sandy Martin (03 de março de 1950) é uma atriz americana nascida na Filadélfia, Pensilvânia (EUA) e que tem mais de 60 filmes creditados.
Martin iniciou sua carreira aos 15 anos, em uma turnê pelo país com Martha Raye em Good-bye Charley, se estabelecendo em Nova Iorque após um tempo em cartaz. Lá, se apresentou em muitos teatros, fez parte de importantes companhias e atuou em mais de 70 produções de palco. Algumas peças receberam grande destaque, e ela chegou a atuar como diretora e produtora em algumas delas. Como resultado, co-fundou a Hothouse Stage Co. com Susan Streitfeld, em 1976. 
Não de morou muito, Martin passou a produzir filmes, curtas e longas metragens, documentários, minisséries até retornar a atuar para os cinemas e televisão. Alguns de seus papéis mais conhecidos incluem um policial em 48 Hrs, Sra. Meredith no Real Genius, Janice no Barfly, Selma Verde em Big Love e mãe de Mac em It's Always Sunny in Philadelphia. Ela também apareceu em filmes como Defenseless, China Moon, Speed, Napoleon Dynamite, e Hot Tamale. Em Marley & Eu, Martin interpretou a mulher que vendeu Marley como "Clearance Puppy".
Na série da HBO, Big Love, a personagem de Martin, Selma Green, é o irmão transgênero do líder do culto polígamo Roman Grant e a primeira esposa do líder do culto polígamo rival de Grant, Hollis Green. O personagem Green gerou muita discussão em fóruns de fãs devido à sua apresentação e expressão de gênero masculino e ao relacionamento incomum com o marido (que se refere a Green como "Irmão Selma").
Martin também emprestou sua voz em dublagens de personagens infantis.